# ノラ・マッカーシー
ノラ・マッカーシー（英語: Norah McCarthy）は、カナダ出身のフィギュアスケート選手（女子シングル・ペア）。パートナーはラルフ・マクリースなど。1940年カナダ選手権優勝。
夫はフィギュアスケート選手のマイケル・カービー。

## 主な戦績

### 女子シングル
| 大会/年      | 1938-39 | 1939-40 | 1940-41 |
| ------------ | ------- | ------- | ------- |
| カナダ選手権 | 2       | 1       | 3       |
| 北米選手権   | 3       |         | 3       |

### ペア
- 1938-40シーズンはラルフ・マクリースとペア。
- 1940-41シーズンはサンディ・マケシュニーとペア。

| 大会/年      | 1938-39 | 1939-40 | 1940-41 |
| ------------ | ------- | ------- | ------- |
| カナダ選手権 | 1       | 1       | 2       |
| 北米選手権   | 2       |         |         |